# Язва
Язвата е рана по стените на хранопровода, стомаха или на дванадесетопръстника. В началото тя засяга само лигавицата на съответния орган, но може и да пробие мускулния слой отдолу. Ако язвата стига само до собствения мускулен слой на лигавицата, това състояние се нарича ерозия – като ерозиите са често множествени и могат да причинят силни кръвотечения. Ако поразения орган е стомаха, се получава възпаление на коремната кухина, наречено перитонит. След по-продължително агресивно действие на кисело стомашното съдържимо, язвата може да премине в рак.

## Симптоми
Те биват различни според местоположението на язвата:
- Язва на дванадесетопръстника: пациентът изпитва болки в горната част на корема късно след ядене, през нощта и на гладно.[1] Това състояние се облекчава след хранене.[1]
- Стомашна язва: при тази язва болката се появява в горната част на корема след приемане на храна, но е възможно и да има болки независимо от храненето.[1]
- Язви, причинени от неопиоидни аналгетици (нестероидни противовъзпалителни средства): в повечето случаи протичат без симптоми с обилно кръвотечение.[1]

## Усложнения
Усложненията на язвата се появяват без предизвестия, но често и остро.
- Кръвотечения: когато се получи кръвоизлив в стомаха или дванадесетопръстника, кръвта напуска организма на болния през два изхода – устата или ануса. [1]
- Спукване на язвата (перфорация): появяват се внезапно силни и остри болки в горната част на корема.[1] Нужна е спешна операция.[1]
- Проникване на язвата към съседни органи (пенетрация): при проникване на язвата към панкреаса се срещат болки в гърба, докато при проникване към дебелото черво е възможно да се получи комуникационен канал между дебелото черво и стомаха, през който да преминава съдържимо от единия орган в другия.[1]
- Стеснение на стомашната стена: в случай че язвата се намира в „средата“ на стомаха, уголемяващата се съединителна тъкан около нея може да стесни стомашната стена на това място.[1]
- Раково израждане: възможно само при язвата на стомаха и се среща в около 2% от случаите.[1]

### Симптоми при усложнения на язва на стомаха и дванадесетопръстника
- Пробив на стомашната стена (перфорация): при този вид язви, пациентът изпитва внезапна болка в горната част на корема, която се разраства в целия корем.[2] Други симптоми биват гадене, неспокойствие и студена пот.[2]
- Проникване в съседни органи (пенетрация): изпитва се постоянна болка, като се наблюдава и местно втвърдяване на коремната стена.[2]
- Кръвоизлив от дъното на язвата: сред симптомите са повръщане на кафеникаво или тъмночервено стомашно съдържимо, като е възможно в него да има или да няма хранителни остатъци.[2]
- Стеснение на изхода на стомаха: при пълно стеснение (стеноза) се наблюдава повръщане на всички храни, докато при частично стеснение се повръща само част от приетата храна.[2]

## Диета при язва на стомаха и дванадесетопръстника
Заболелите от язва трябва да приемат храна, която съдържа много белтъчини, основно от животински произход (препоръчват се кебапчета и кюфтета на скара, пържоли, шишчета). Консумацията на въглехидрати трябва да е умерена, докато се препоръчва мазнините да бъдат ограничени при възрастни пациенти, а и при придружаващо заболяване на задстомашната жлеза, жлъчката и черния дроб.